# Stiftung (Liechtenstein)
Die Stiftung  ist eine im  Fürstentum Liechtenstein besonders häufig anzutreffende Rechtsform. 

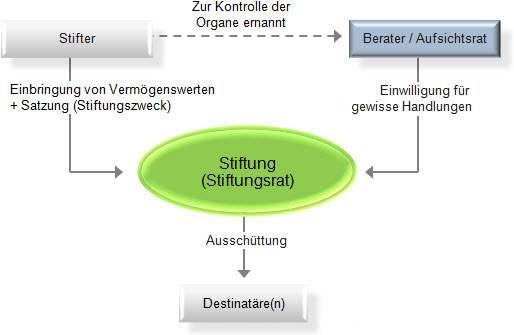
Vereinfachtes Organigramm Stiftung

## Vergabestiftungen
Liechtenstein besitzt weltweit eine der höchsten Stiftungsdichten, zeitweilig gab es in dem Kleinstaat mehr Stiftungen als Einwohner. Medial nehmen Familienstiftungen und Missbrauchsfälle einen grossen Teil der Präsenz ein. Dennoch muss festgehalten werden, dass die zivilgesellschaftliche Wirkung der Liechtensteiner Vergabestiftungen bedeutsam ist und dass Liechtenstein auch hinsichtlich der Vergabestiftungen eine der höchsten Stiftungsdichten besitzt. Viele dieser Stiftungen arbeiten international.
Die Vergabestiftungen des Fürstentums Liechtenstein sind seit April 2009 verpflichtet, ihren Stiftungszweck zu deklarieren. Diese Informationen sind zwar gegen Gebühr öffentlich zugänglich, jedoch existieren bisher keine umfassenden Verzeichnisse aller Vergabestiftungen. Die Kommunikation zwischen Vergabestiftungen und Nutzniessern geschieht in der Praxis weitgehend über Finanzintermediäre. Es gibt kaum wissenschaftliches Datenmaterial zur Vergabepraxis der Liechtensteiner Vergabestiftungen.
Am 15. Dezember 2010 wurde in Vaduz die Vereinigung liechtensteinischer gemeinnütziger Stiftungen als Interessenvertretung der gemeinnützigen Stiftungen gegründet.

## Vermögensverwaltung
Stiftungen sind in Liechtenstein ein seit den 1930er Jahren genutztes Mittel zur Vermögensverwaltung. Der Vorteil von familienrechtlichen Stiftungen besteht darin, dass Familienvermögen beisammengehalten werden können. Stiftungen können – wie Anstalten und Aktiengesellschaften – zur Steuerhinterziehung genutzt werden. Die Rechtsgrundlage für liechtensteinische Stiftungen findet sich vor allem im Art. 552 (§§ 1 bis 41) Personen- und Gesellschaftsrecht (PGR).

## Familienstiftungen
Nach liechtensteinischem Recht errichtete Familienstiftungen erlauben es, auch sich selbst oder Angehörige zu begünstigen, sowie ein Vermögen von seinem tatsächlichen Eigentümer zu trennen und somit zu anonymisieren. Nur dem Liechtensteiner Anwalt und Treuhänder muss der Name des Stifters und der Stiftungszweck bekanntgegeben werden. Das Stiftungsvermögen muss sich auf mindestens 30.000 Franken (rund 30.600 € / Stand 04/24) belaufen. Im Gegensatz zu den Stiftungen der meisten Länder kann eine liechtensteinische Stiftung vom Stifter jederzeit wieder aufgelöst werden. Der Stifter kann Zweck und Verwaltung des Stiftungsvermögens bis auf wenige Ausnahmen frei bestimmen. Eine behördliche Genehmigung ist nicht erforderlich, die Einrichtung einer Stiftung dauert nur wenige Tage. Zudem werden Stiftungen in Liechtenstein wie auch die sogenannten Sitzgesellschaften ohne eigenen Geschäftsbetrieb mit mindestens einer jährlichen Pauschale von 1.800 Schweizer Franken besteuert. Beläuft sich das Vermögen auf mehr als zwei Millionen Schweizer Franken oder zehn Millionen Euro, wird die Kapitalsteuer nochmals auf 0,075 % bzw. 0,05 % reduziert. Bei Stiftern mit Wohnsitz ausserhalb Liechtensteins fallen Schenkungs- oder Erbschaftssteuern nicht in Liechtenstein selbst an, sondern müssen beim Transfer des Vermögens an den Fiskus des Wohnsitzlandes abgeführt werden. Ausländischen Steuerfahndern oder Staatsanwälten wird bei Fiskaldelikten keine Amtshilfe durch Liechtensteiner Behörden gewährt.

## Entwicklung
Die Entwicklung der Bestandanzahl der Stiftungen umfasst alle Stiftungen in Liechtenstein und ist seit 2008 negativ. Die Daten wurden der Veröffentlichung des Handelsregisters in Liechtenstein entnommen, wie sie jährlich im Rechenschaftsbericht publiziert werden. Angaben jeweils zum 31. Dezember jeden Jahres. Vor dem Jahr 2007 existieren keine gesicherten Zahlen, lediglich Schätzungen. Im Zeitraum vom 31. Dezember 2008 bis zum 1. Januar 2020 wurden im Register rund 40.000 Stiftungen gelöscht (- 78 %).
| 45258 | 50287 | 46288 | 38936 | 34231 | 30433 | 25633 | 22030 | 18618 | 14699 | 12999 | 11968 | 10452 | 9975 |
| 2007  | 2008  | 2009  | 2010  | 2011  | 2012  | 2013  | 2014  | 2015  | 2016  | 2017  | 2018  | 2019  | 2020 |

Beachte: Die Zahlenangaben im jeweils aktuellen Rechenschaftsbericht sind jeweils vom 31. Dezember jeden Jahres zum 1. Januar des nächsten Jahres nicht übereinstimmend und werden offensichtlich in jedem nachfolgenden Rechenschaftsbericht der Regierung nachkorrigiert. Es handelt sich daher bei diesen Zahlen für das aktuelle Jahr nur um vorläufige Angaben. Auf Grund der Kleinen Anfrage des Abgeordneten Harry Quaderer vom Oktober 2012 wurde von Regierungsrätin Aurelia Frick mitgeteilt, dass durch die „laufende Nacherfassung alter Registerkarten (…) Rechtseinheiten in die Handelsregister-Datenbank laufend ein- bzw. ausgetragen“ werden. „Diese Änderungen in der Bestandszahl werden nicht als »Neugründung« bzw. »Löschung« geführt, da der Vorgang nicht im aktuellen Jahr geschehen ist. Dies hat zur Folge, dass die Bestandszahl per 31.12. nicht mit der Zahl vom 1.1. des Folgejahres übereinstimmt.“ Warum auch 10 Jahre nach dieser Anfrage immer noch „alte Registerkarten“ laufend ein- bzw. ausgetragen werden und die Zahlen von einem ins andere Jahr nicht übereinstimmen, ist nicht ersichtlich.
Zur detaillierten Gesamtstatistik für alle Unternehmensformen in Liechtenstein: siehe Handelsregister (Liechtenstein).

## Steuerflucht
Grosses Aufsehen erregt das im Februar 2008 bekanntgewordene Ermittlungsverfahren in Deutschland gegen hunderte von Verdächtigen, die diesen Weg der Steuerflucht genutzt haben sollen.

## Geldwäsche
Aber nicht nur Steuerhinterziehung wird durch das liechtensteinische Stiftungsmodell begünstigt. Die Trennung von Vermögen und Eigentümer und die grosse Anonymität begünstigen prinzipiell auch Geldwäsche. So wurde Anfang April 2008 gemeldet, dass eine liechtensteinische Stiftung im Verdacht steht, Geld für die spanische Terrororganisation ETA gewaschen zu haben.

## Stiftungsaufsicht
Die Stiftungsaufsicht wurde im Fürstentum Liechtenstein seit dem 1. April 2009 bis zum 31. Januar 2013 durch das Grundbuch- und Öffentlichkeitsregisteramt als Stiftungsaufsichtsbehörde (STIFA) wahrgenommen. Seit dem 1. Februar 2013 besteht das Amt für Justiz und in diesem Rahmen eine eigene Stiftungsaufsicht.

## Kritik
Gemäss GRECO Evaluierungsbericht 2012 werden in Liechtenstein weiterhin „Gesellschaften und Stiftungen zu einem gewissen Grade (immer noch) für kriminelle Zwecke verwendet“.